# Glob (programma televisivo)
Glob è stato un programma televisivo di satira, in onda su Rai 3 tra il 2005 e il 2014.
Nel corso della trasmissione vengono affrontati in modo satirico ed irriverente argomenti riguardanti la comunicazione, le tecnologie e i linguaggi tipici dell'era globale. Alla fine di ogni puntata il conduttore Enrico Bertolino tiene un'ipotetica rassegna stampa satirica.
Il programma, originariamente in onda la domenica in seconda serata con il sottotitolo L'osceno del villaggio, è nato da un'idea di Marco Posani e lo stesso Bertolino. Dal 2006 al 2008 il conduttore è stato affiancato nella conduzione dalla comica Debora Villa, che successivamente ha continuato ad intervenire come ospite, mentre nel 2007 è stato coadiuvato da Elena Santarelli e il programma si è avvalso degli interventi comici di Bianchi e Pulci, Antonio Cornacchione, Flavio Oreglio ed Ubaldo Pantani.
Nei primi anni il programma andava in onda il venerdì, sempre in seconda serata. Dopo cinque edizioni e circa cento puntate, il programma non è stato confermato nel palinsesto delle rete per la stagione autunnale 2010.
Nel gennaio 2012 la rete lo reinserisce, col nome Glob Spread, in onda all'inizio per due sere alla settimana e poi solo il mercoledì, con una durata di circa tre quarti d'ora. In questa edizione Bertolino è affiancato da Lucia Vasini e vi sono gli approfondimenti di Stefano Bartezzaghi. Dal 27 febbraio al 19 aprile 2013 torna con tre appuntamenti settimanali: il martedì ed il mercoledì con Glob Porcellum e il venerdì con Glob Therapy. Sono confermati la Vasini e Bartezzaghi, ritorna Cornacchione ed entrano Debora Villa e Brenda Lodigiani. Il 6 aprile 2014 va in onda la domenica, in seconda serata, con il sottotitolo Diversamente italiani e la partecipazione di Candida Morvillo e Fabrizio Casalino.